# Assemblea Democratica Nazionalista
L’Assemblea Democratica Nazionalista in (arabo: التجمع القومي الديمقراطي) è un Partito politico in Bahrein. È la branca regionale in Bahrein della Fazione irachena del Partito Ba'th. Il partito ha come segretario generale Hassan Ali e come vice-segretario generale Mahmoud Kassab. Il partito è stato fondato da degli studenti bahreiniti che avevano studiato in Iraq negli anni' 60 e '70. Il partito ha boicottato le elezioni generali in Bahrein del 2002 ma ha partecipato in seguito a quelle del 2006. Nel 2011 il partito ha boicottato nuovamente le elezioni parlamentari in un gesto di solidarietà verso le Sommosse popolari in corso nel paese. La sede del partito si trova a Zinj.
il partito si è opposto alle politiche di naturalizzazione, affermando che si trattano di riforme sleali verso i bahreiniti poiché, comprometterebbero le possibilità ai lavoratori di lavorare equamente con lavoratori stranieri. Il partito segue la corrente ba'athista che si rifà al deposto presidente iracheno Saddam Hussein, e nel suo sito ufficiale il partito afferma di sostenere la Primavera araba. Il partito si è opposto all'Invasione statunitense dell'Iraq nel 2003, considerandola come un atto di brutalità nei confronti del popolo iracheno. Il partito sostiene una pacifica deposizione della monarchia in Bahrein, con una pacifica transizione verso la democrazia.
il partito fa parte di una coalizione composta da quattro partiti che si oppone al governo del Bahrein, tale coalizione comprende i due partiti islamici sciiti Al Wefaq, la Società di Azione Islamica e il partito di sinistra Società Nazionale di Azione Democratica.